# Praktblomfluga
Praktblomfluga (Caliprobola speciosa) är en tvåvingeart som först beskrevs av Rossi 1790.  Praktblomfluga ingår i släktet praktblomflugor, och familjen blomflugor.
Artens utbredningsområde är Italien. Enligt den svenska rödlistan är arten starkt hotad i Sverige. Arten förekommer i Götaland. Artens livsmiljö är skogslandskap. Inga underarter finns listade i Catalogue of Life.